# Aleksandr Kucherov
Aleksandr Kucherov (tiếng Belarus: Аляксандр Кучараў; tiếng Nga: Александр Кучеров; sinh 22 tháng 1 năm 1995) là một cầu thủ bóng đá Belarus hiện tại thi đấu cho Orsha.